# Phantom Power (album, Super Furry Animals)
Phantom Power je šesté studiové album velšské rockové skupiny Super Furry Animals, vydané v červenci 2003 u vydavatelství Epic Records. Nahráno bylo v předchozím roce ve studiích AV Happenings v Cardiffu, Rockfield Studios a Monnow Valley Studios v Monmouthu a Wings for Jesus v Tiger Bay. Album produkovali členové skupiny.

## Seznam skladeb
| Pořadí | Název             | Délka |
| ------ | ----------------- | ----- |
| 1.     | Hello Sunshine    | 3:35  |
| 2.     | Liberty Belle     | 2:58  |
| 3.     | Golden Retriever  | 2:25  |
| 4.     | Sex, War & Robots | 3:49  |
| 5.     | The Piccolo Snare | 6:08  |
| 6.     | Venus & Serena    | 3:24  |
| 7.     | Father Father #1  | 1:54  |
| 8.     | Bleed Forever     | 3:39  |
| 9.     | Out of Control    | 2:43  |
| 10.    | Cityscape Skybaby | 4:34  |
| 11.    | Father Father #2  | 1:30  |
| 12.    | Valet Parking     | 4:35  |
| 13.    | The Undefeated    | 4:07  |
| 14.    | Slow Life         | 6:59  |

## Obsazení
Super Furry Animals
- Gruff Rhys – zpěv, kytara
- Huw Bunford – kytara, zpěv, doprovodné vokály
- Guto Pryce – baskytara
- Cian Ciaran – klávesy, kytara, doprovodné vokály
- Dafydd Ieuan – bicí, doprovodné vokály

Ostatní hudebníci
- Jonathan „Catfish“ Thomas – pedálová steel kytara
- Kris Jenkins – perkuse
- Rachel Thomas – doprovodné vokály
- Gary Alsebrook – trubka
- Savio Pacini – pozoun
- Rico Rodriguez – pozoun
- Eddie Thornton – trubka
- Ray Carless – saxofon
- Marcus Holdway – violoncello
- Sally Herbert – housle
- Brian G. Wright – housle
- Gill Morley – housle
- Ellen Blair – housle
- Pete Fowler – Kaoss Pad
- Neil McFarland – Kaoss Pad